# 0er v. Chr.
Portal Geschichte | Portal Biografien | Aktuelle Ereignisse | Jahreskalender | Tagesartikel

◄ |
1. Jahrtausend v. Chr. |

◄ |
2. Jh. v. Chr. |
1. Jahrhundert v. Chr. |
1. Jh. |
►

◄ | 30er v. Chr. | 20er v. Chr. | 10er v. Chr. | 0er v. Chr. |
0er |
10er |
20er |
►

9 v. Chr. |
8 v. Chr. |
7 v. Chr. |
6 v. Chr. |
5 v. Chr. |
4 v. Chr. |
3 v. Chr. |
2 v. Chr. |
1 v. Chr.

## Ereignisse
Während der 0er v. Chr. gab es folgende prägenden Ereignisse:
- 6 v. Chr.: Herodes geht mit Härte gegen Pharisäer vor, die verkündet hatten, dass mit der Geburt des Messias das Ende seiner Herrschaft bevorstehe.
- 3 v. Chr.: Der markomannische König Marbod schmiedet im Gebiet des heutigen Böhmen einen mächtigen germanischen Stammesbund, dem unter anderen Hermunduren, Langobarden, Semnonen und Vandalen angehören.

## Geboren
- Jesus von Nazaret wird nach abendländischer Zeitrechnung, je nach Auslegung, entweder eine Woche vor Beginn des Jahres 1 oder ganz am Ende des Jahres 1 geboren. Aufgrund verschiedener Deutungen damaliger Ereignisse in Korrelation mit Angaben der Bibel schwanken die Vermutungen für sein historisches Geburtsjahr zwischen 7 v. Chr. und 4 v. Chr., dem Todesjahr Herodes des Großen. Ein anderer Orientierungspunkt ist die Volkszählung im Römischen Reich unter Kaiser Augustus.